# Detentorul Ukraina
Detentorul Ukraina este unul din primele aparate autonome de respirat sub apă tip clasic, monobloc cu două furtunuri, ce au fost importate în România din U.R.S.S. la începutul anilor 1960. Alte modele importate au fost aparatele AVM 3 și AVM 8. 
Detentorul Ukraina este o variantă perfecționată a precedentului AVM 1, dar cu un bloc de două butelii.
În anul 1969 apare modelul Ukraina 2, un model perfecționat cu un singur furtun.

În prezent aparatul Ukraina 2este produs de firma Gorizont cu sediul în orașul Lugansk, Ucraina.

## Date tehnice
- Adâncimea maximă de scufundare este de 40 m.
- Buteliile utilizate au o capacitate de 2, 4, 5, 6 și 7 litri și pot fi încărcate la o presiune de 150 și 200 de bar.
- Aparatul mai este prevăzut și cu un avertizor sonor de presiune scăzută în butelii [1].